# 久保田兎園
久保田 兎園（くぼた とえん、享保6年（1721年） - 寛政12年5月1日（1800年6月11日））は、高井野藩紫組（長野県高山村）の大地主、俳人。名は重右衛門（5代目）、本名は光良。兎園は俳号。高井野の俳句結社「高井野連」の中心的人物。兎園の娘婿の久保田春耕は、小林一茶の門人。

## 久保田家の歴史
徳川家康死後まもなくの元和5年（1619年）、広島50万石の大名福島正則は、高井野藩に封印され、高井野（高山村 (長野県)）に陣屋をおいた。正則とその子正利は新田開発を奨励し、山田郷出身の久保田加兵衛は、許可を得て紫新田を開発した。久保田家は、1700年代に入って大地主となり、兎園の時代に最高になった。

## 一茶と兎園

### 菫塚
一茶が久保田家を初めて訪れたのは文化6年（1809年）で兎園との面識はない。一茶は春耕から兎園の隠居住まい（一茶ゆかりの里 一茶館に江戸時代のままに復元移築）を提供され、ここに130数日間宿泊した。一茶は、春耕が刊行を計画した兎園の追悼句文集「菫塚」（未完）の編集を引き受け序文を書いている。
| 切石の四角張りて、物ごと理屈に言い落とさんより、丸き世間は美しけれとて、亡父兎園翁は、 のがれ住居の窓のたぐいも丸くして、人の中も丸きを好みて、かりそめの茶飲み噺（はなし） さえ、角立ちたるは忌み嫌い給いき。——「菫塚」（すみれづか）序文 草稿 |

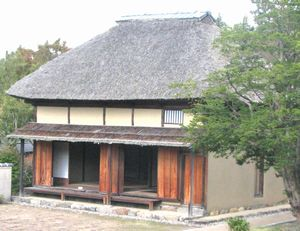
一茶逗留の離れ家

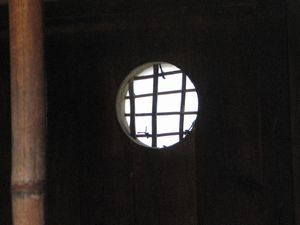
離れ家の丸窓

久保田家の屋敷神である天満宮には、丸いものを好んだ兎園が集めたとされる球石が奉納されていた。石は8個が現存し、一茶ゆかりの里 一茶館で展示されている。

## 代表句
- 引上げて見れば風吹く燈籠かな
- 我のみかかかる桜のあさぼらけ

### 一茶の句と間違えられた兎園の句
小林一茶研究の集大成といえる『一茶全集』第1巻（信濃毎日新聞社、1979年）には、小林一茶のほぼ全ての発句が収録されている。後の研究で、兎園の句46句が一茶の句として収録されていることがわかり、一茶発句総索引（信濃毎日新聞社、1994年）で訂正されている。
- 行春や馬引き入るるいさら川 P64下10
- 淡雪や犬の土ほる道のはた P66上13
- 貝殻に明るき道や春の雨 P79上14
- 春風や戸の丸屋の一つ口 P79下15
- おぼろ月松出ぬけても～ P81下2
- 湖のとろりとかすむ夜也けり P90下6
- 陽炎や草の上行ぬれ鼠 P93下3
- 乙鳥や人のものいふ上になく P142上７
- 草原を覗れてなく雉子哉 P150上2
- 里の子か小鍋を作る菫哉 P185上10
- 梅満り酒なき家はなき世也 P206上7
- 捨扇梅盗人にもどしけり P206上12
- 窓はみな梅々と成る真昼哉 P206下6
- 里の子の袂からちる桜かな P234下13
- 畠中にのさばり立る桜哉 P235上9
- 眠り覚めて柳の雫聞く夜哉 P242上11
- 墓手水御門の柳浴びてけり P242上12
- 右は月左は水や夕柳 P242上13
- 小短き旅して見たや更衣 P298上14
- 杉の香に鶯ききぬ衣がへ P298上16
- 朝湯から直に着ならふ袷かな P300上9
- 狙公に傘さしかけよならの京 P303下2
- 一握草も売るな也ほたるかご P364下6
- せみ鳴や北かげくらきかご枕 P384下17
- 一昨日の雨のおちけり夏木立 P419下13
- 柿の花おちてぞ人の目に留る P422上2
- 卯の花の目先に寒し朝心 P424上12
- 引きあけて見れば風吹灯籠哉 P494下1
- 鵙なくやむら雨かはくうしろ道 P525上13
- 初雁や幸舟にのりあはせ P533上8
- 蜻蛉の百度参やあたご山 P543下2
- 野ゝ秋や人にとりつく草の種 P554下4
- 鹿垣にむすび込るゝ萩の花 P574下3
- 露萩に独ものいふあした哉 P574下4
- もどる時人の少き紅葉哉 P586下5
- 山人の火を焚立る時雨哉 P630上2
- 木がらしや深戸さして夕木魚 P634上8
- 木がらしや塒に迷ふ夕烏 P634上9
- 宵々の雪に明るき栖哉 P646下8
- 初霜や笑顔見せたる茶の聖 P650下9
- 古衾持仏へ近きおそれ有 P692上10
- 空樋を鼠のはしるおち葉哉 P732上8
- 冬がれやねござまくれば裸虫 P734下3
- へしおりていよ～寒し返り花 P736下9